# Sainte-Marguerite-de-Viette
Sainte-Marguerite-de-Viette és un municipi francès situat al departament de Calvados i a la regió de Normandia. L'any 2007 tenia 413 habitants.

## Demografia

### Població
El 2007 la població de fet de Sainte-Marguerite-de-Viette era de 413 persones. Hi havia 138 famílies de les quals 40 eren unipersonals (24 homes vivint sols i 16 dones vivint soles), 33 parelles sense fills, 61 parelles amb fills i 4 famílies monoparentals amb fills.
La població ha evolucionat segons el següent gràfic:
Habitants censats

### Habitatges
El 2007 hi havia 216 habitatges, 156 eren l'habitatge principal de la família, 49 eren segones residències i 11 estaven desocupats. 209 eren cases i 6 eren apartaments. Dels 156 habitatges principals, 105 estaven ocupats pels seus propietaris, 48 estaven llogats i ocupats pels llogaters i 3 estaven cedits a títol gratuït; 3 tenien una cambra, 8 en tenien dues, 24 en tenien tres, 19 en tenien quatre i 101 en tenien cinc o més. 120 habitatges disposaven pel capbaix d'una plaça de pàrquing. A 70 habitatges hi havia un automòbil i a 73 n'hi havia dos o més.

### Piràmide de població
La piràmide de població per edats i sexe el 2009 era:
| Homes | Edats   | Dones |
| ----- | ------- | ----- |
| 0     | 95 o +  | 4     |
| 0     | 90 a 94 | 0     |
| 0     | 85 a 89 | 4     |
| 0     | 80 a 84 | 0     |
| 8     | 75 a 79 | 8     |
| 4     | 70 a 74 | 4     |
| 16    | 65 a 69 | 12    |
| 8     | 60 a 64 | 4     |
| 8     | 55 a 59 | 8     |
| 16    | 50 a 54 | 8     |
| 8     | 45 a 49 | 4     |
| 16    | 40 a 44 | 12    |
| 20    | 35 a 39 | 12    |
| 8     | 30 a 34 | 20    |
| 16    | 25 a 29 | 12    |
| 12    | 20 a 24 | 0     |
| 20    | 15 a 19 | 0     |
| 20    | 10 a 14 | 12    |
| 4     | 5 a 9   | 20    |
| 4     | 0 a 4   | 40    |

## Economia
El 2007 la població en edat de treballar era de 256 persones, 185 eren actives i 71 eren inactives. De les 185 persones actives 160 estaven ocupades (94 homes i 66 dones) i 25 estaven aturades (7 homes i 18 dones). De les 71 persones inactives 28 estaven jubilades, 16 estaven estudiant i 27 estaven classificades com a «altres inactius».

### Ingressos
El 2009 a Sainte-Marguerite-de-Viette hi havia 155 unitats fiscals que integraven 395,5 persones, la mediana anual d'ingressos fiscals per persona era de 14.393 €.

### Activitats econòmiques
Dels 9 establiments que hi havia el 2007, 1 era d'una empresa alimentària, 3 d'empreses de construcció, 1 d'una empresa de comerç i reparació d'automòbils, 1 d'una empresa d'hostatgeria i restauració, 1 d'una entitat de l'administració pública i 2 d'empreses classificades com a «altres activitats de serveis».
Dels 3 establiments de servei als particulars que hi havia el 2009, 1 era un guixaire pintor, 1 lampisteria i 1 restaurant.
L'únic establiment comercial que hi havia el 2009 era una fleca.
L'any 2000 a Sainte-Marguerite-de-Viette hi havia 20 explotacions agrícoles que ocupaven un total de 378 hectàrees.

## Equipaments sanitaris i escolars
El 2009 hi havia una escola elemental.

## Poblacions més properes
El següent diagrama mostra les poblacions més properes.